# Paul Tazewell
Paul Tazewell (15 de setembro de 1964) é um figurinista americano para teatro, dança, cinema, ópera e televisão. Após se formou na Tisch School of the Arts da Universidade de Nova York, ele começou sua carreira na Broadway. Desde então, ele ganhou um Oscar, um BAFTA, um Primetime Emmy Award e um Tony Award.
Tazewell fez sua estreia na Broadway como figurinista com Bring in 'Da Noise, Bring in 'Da Funk em 1996. Ele recebeu o prêmio Tony de Melhor Figurino de Musical por Hamilton (2016), de Lin-Manuel Miranda. Seus outros trabalhos indicados ao Tony incluem The Color Purple (2006), In the Heights (2008), Memphis (2010), A Streetcar Named Desire (2012), Ain't Too Proud (2019), MJ (2022) e Suffs (2024).
Por seu trabalho em West Side Story (2021), de Steven Spielberg, Tazewell se tornou o primeiro figurinista afro-americano a ser indicado ao Oscar de melhor figurino. Ele acabou ganhando o prêmio também por seu trabalho em Wicked (2024) no 97º Oscar.

## Início da vida e educação
Tazewell nasceu em 15 de setembro de 1964 em Akron, Ohio. Ele se formou na Escola de Artes da Carolina do Norte e na Escola de Artes Tisch da NYU. Tazewell foi um artista residente e professor associado de figurino na Carnegie Mellon University em Pittsburgh, Pensilvânia (2003–2006).
Seu irmão, Jonathan Tazewell, também é um premiado escritor e diretor do longa-metragem "Gotta Get Down To It" e outros curtas-metragens, incluindo seu filme "Breezewood". Tazewell é o professor Thomas S. Turgeon de Drama e Cinema no Kenyon College em Ohio, e fundou o curso de cinema da faculdade.

## Carreira
Tazewell desenhou figurinos para mais de uma dúzia de produções da Broadway, começando com Bring in 'Da Noise, Bring in 'Da Funk em 1996 (recebendo uma indicação ao Tony Award). Ao longo da carreira de Tazewell, ele figurou inúmeras peças que são predominantemente afro-americanas e latinas. Outros musicais incluem On the Town (Revival), The Color Purple e, em 2009, Guys and Dolls (Revival) e Memphis. Trabalhos recentes na Broadway incluem Dr. Zhivago, Side Show e A Streetcar Named Desire. Peças na Broadway incluem Lombardi, The Miracle Worker (Revival), Magic/Bird e o revival vencedor do Tony Award de A Raisin in the Sun. Seu trabalho off-Broadway como figurinista inclui Hamilton, Elaine Stritch at Liberty (2001), Boston Marriage (2002), Ruined, One Flea Spare, Flesh and Blood e Harlem Song.
No teatro regional, ele desenhou figurinos para, entre muitos, Arena Stage (The Women, 1999, e Polk County, 2002), The Guthrie Theatre, The Goodman Theatre e La Jolla Playhouse. Seu trabalho para companhias de balé inclui o Boston Ballet, Pacific Northwest Ballet e o Bolshoi Ballet. Créditos de ópera na Glimmerglass Opera, Opera Theater of St. Louis, Houston Grand Opera, Washington National Opera, ENO e Metropolitan Opera.
Tazewell atuou como figurinista em Wicked e Wicked: For Good, as adaptações cinematográficas do musical da Broadway. Seu trabalho em Wicked lhe rendeu o prêmio BAFTA de melhor figurino e o Oscar de melhor figurino. Tazewell é o primeiro homem negro a ganhar um Oscar de figurino e o segundo figurinista negro no geral, depois de Ruth E. Carter.

## Vida pessoal
Tazewell é abertamente gay. Isso faz dele o primeiro homem negro assumidamente gay a ganhar um Oscar de melhor figurino.